# Seleção Feroesa de Voleibol Feminino
A seleção feroesa de voleibol feminino é uma equipe europeia composta pelas melhores jogadoras de voleibol das Ilhas Faroe. A equipe é mantida pela Federação de Voleibol das Ilhas Faroe (Flogbóltssamband Føroya). A seleção não consta ranking mundial da FIVB segundo dados de 6 de outubro de 2015.